# Chợ nổi Trà Ôn
Chợ nổi Trà Ôn là một chợ nổi ở huyện Trà Ôn, tỉnh Vĩnh Long. Đây là chợ nổi cuối cùng trên sông Hậu trước khi đổ ra biển. Chợ nằm ngay giữa ngã ba sông Hậu và sông Mang Thít.

## Đặc điểm
- Chợ nhóm họp cả ngày, nét đặc biệt của Chợ nổi Trà Ôn so với các chợ nổi khác chính là việc nhóm họp chợ theo con nước[1]. Thường thì vào buổi sáng chợ đông, nhưng đông đúc hơn vẫn là vào cao điểm của con nước lớn. Do đó, du khách vẫn có thể ngắm nhìn nét đẹp ở chợ vào các buổi trong ngày tùy theo con nước. Đặc biệt, tại đây tất cả các loại hàng hóa nông sản đều được mua bán theo những nhóm hàng và được phân phối từ các ghe vườn theo dạng bán sỉ. Nét độc đáo này cũng đã tạo cho khu Chợ nổi Trà Ôn một nét riêng có sức cuốn hút du khách, nhất là du khách nước ngoài. Sản vật chủ yếu ở chợ nổi là trái cây, có dừa, chuối tiêu, ổi, dứa, mít, na, bưởi, cóc, cam sành…
- Tại chợ nổi này xuất hiện một món ăn đã trở thành đặc sản: bún bò viên ăn kèm với rau chuối.